# Canton de Dieppe-Ouest
Le canton de Dieppe-Ouest est une ancienne division administrative française située dans le département de la Seine-Maritime et la région Haute-Normandie.

## Histoire
Le canton a été créé par le décret n°82-97 du 27 janvier 1982, en même temps que celui de Dieppe-Est.
| Période         | Période          | Identité        | Étiquette | Qualité |
| --------------- | ---------------- | --------------- | --------- | --- |
| 1982            | 1989 (décès)     | Irénée Bourgois | PCF       | Ancien secrétaire général de l’Union Locale CGT Dieppe Maire de Dieppe (1971-1989) Ancien conseiller général du canton de Dieppe (1969-1982) |
| 1989            | 2002 (démission) | Édouard Leveau  | RPR       | Armateur, député (1993-1997 et 2002-2007) conseiller municipal, puis maire de Dieppe (2001-2008)                                             |
| 13 octobre 2002 | 2015             | Sébastien Jumel | PCF       | Permanent politique Maire de Dieppe (2008-2017) Vice-président du Conseil général                                                            |

En octobre 1989, une élection partielle se tient à la suite de la mort d'Irénée Bourgois. En juin 2002, Édouard Leveau, maire de Dieppe, est élu député. En août, il décide d'abandonner son mandat de conseiller général. Il fait se présenter son épouse, Annick à l'élection partielle de septembre mais elle est battue par un jeune communiste, Sébastien Jumel.

## Composition
Le canton de Dieppe-Ouest regroupait une fraction de la commune de Dieppe et comptait 20 777 habitants (recensement de 1999 sans doubles comptes).
| Communes | Population (2012) | Code postal | Code Insee |
| -------- | ----------------- | ----------- | ---------- |
| Dieppe   | 20 777 (1)        | 76200       | 76217      |

(1) fraction de commune.

## Démographie
| 1962 | 1968 | 1975 | 1982 | 1990 | 1999 | 2009 |
| ---- | ---- | ---- | ---- | ---- | ---- | ---- |
| -    | -    | -    | -    | -    | -    | -    |